# بطاقة الهوية الموزمبيقية

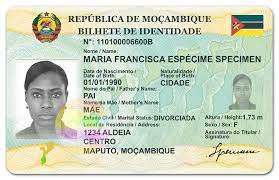
بطاقة الهوية الموزمبيقية.

بطاقة الهوية الموزمبيقية هي بطاقة الهوية الوطنية في الموزمبيق.

## الوضعية
تتطلب التطبيقات الجديدة لبطاقة الهوية شهادة ميلاد صالحة وصورة. ويجب تجديد البطاقة خلال ستة أشهر من انتهاء صلاحيتها، لا يلزم اصطحاب شهادة الميلاد، فقط البطاقة القديمة وصورة الجديدة. في حالة استبدال معلومات / فقدانها / سرقتها / انتهاء صلاحيتها، يجب تقديم طلب جديد، لذا يلزم تقديم شهادة ميلاد وصورة.

## معلومات البطاقة
هي بطاقة مغلفة بقياس 10.5 سم x 7.2 سم، مزغرفة بختم الإصدار وعنوانها República de Moçambique (بالعربية: الجمهورية الموزمبيقية) مع الختم الوطني. تتضمن المعلومات التالية عن حامل البطاقة:
- الصورة
- بطمة الإصبع
- الاسم الكامل
- جنس
- جنسية
- تاريخ الولادة
- مكان وتاريخ إصدارها
- تاريخ انتهاء الصلاحية
- الطول
- المهنة
- الحالة الحالة الاجتماعية
- عنوان
- التوقيع

## اقرأ أيضاً
- جواز سفر موزمبيق